# Legió Còndor

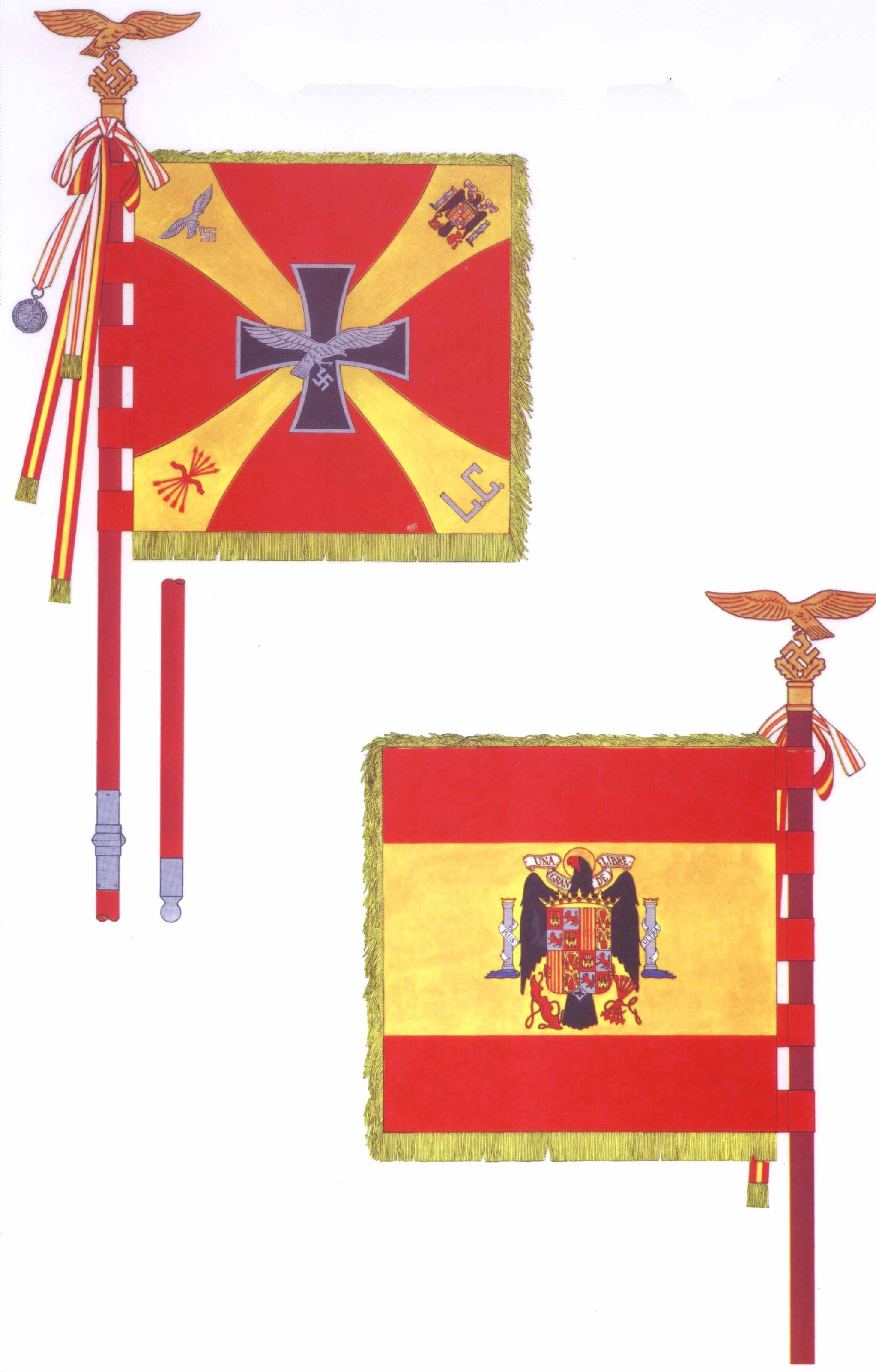
Estendard de la Legió Còndor

La Legió Còndor (en alemany: Legion Condor; pronuncieu: [ leˈgi̯o:n ˈkʰɔndo͡ɐ̯]) fou el nom que va rebre la força d'intervenció aèria que l'Alemanya nazi envià en ajuda de les forces del general Franco per lluitar a la Guerra Civil espanyola, consistent en suport logístic, transport de tropes, subministraments, així com el suport en accions d'atac amb avions de caça i bombarders, essent el seu bombardeig més famós el bombardeig de Guernica.
Adolf Hitler, canceller alemany, a suggeriment del comandant en cap de la Luftwaffe, Hermann Göring i amb la intenció de provar l'arma aèria alemanya en una guerra convencional, oferí a Franco, de forma secreta, suport aeri per al seu exèrcit terrestre. El futur mariscal de camp general (alemany: Generalfeldmarschall) de la Luftwaffe, Hugo Sperrle, serví com a comandant de la Legió Còndor durant la Guerra Civil espanyola, amb Wolfram von Richthofen servint com el seu cap d'Estat Major. El 1943 Wolfram von Richthofen també seria ascendit a mariscal de camp general.
La intervenció alemanya a la Guerra Civil espanyola va permetre millorar la qualitat dels seus aparells i reparar els defectes de la seva arma aèria, preparant-la perquè fos completament operativa a la Segona Guerra Mundial que Hitler ja preveia.

## La Legió Còndor

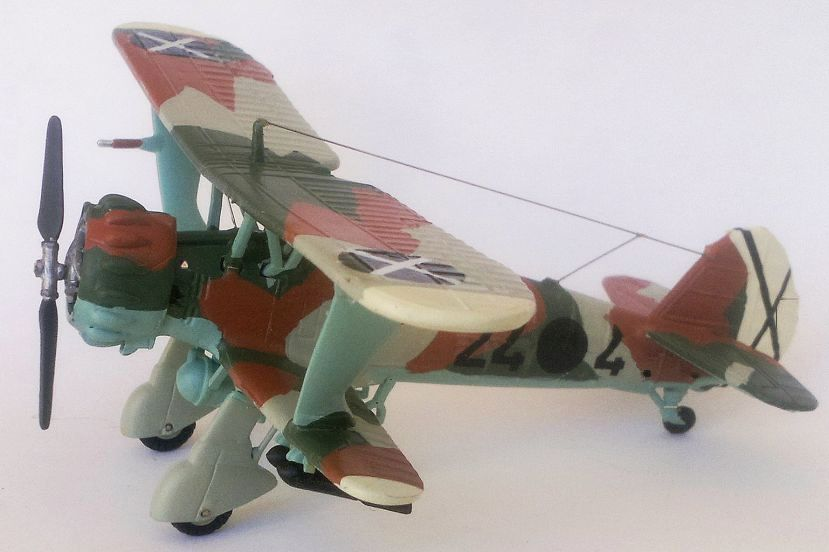
Model a escala 1/72 del Henschel Hs 123 A (avió de suport aeri proper, anomenat Angelito), amb número de sèrie 24-4, de la unitat J/88. Perdut en combat el juliol de 1937

La Legió Còndor era una unitat militar integrada per personal voluntari de l'exèrcit alemany creada especialment per intervenir en la Guerra Civil espanyola a favor del bàndol de Franco. Estava integrada per una unitat d'avions de bombardeig (denominada K88); una d'avions de caça (que era identificada com la unitat J88); una d'avions de reconeixement (que constituïa el grup A88), i una d'avions de reconeixement marítim (coneguda amb les sigles AS88). Al marge d'aquestes forces aèries hi havia un grup de carros de combat (Inker) i un altre d'artilleria antiaèria (possiblement la més coneguda i identificada amb el distintiu AA88).
La Legió Còndor era una unitat relativament petita, sobretot pel que fa a les forces terrestres. Cal remarcar en aquest sentit que els conductors de tancs no van superar mai la xifra de 600 combatents, que abans d'acabar la guerra van retornar al seu país, i que, en el curs del conflicte, en conjunt van anar passant pel grup d'aviació unes cinc mil persones entre pilots, servidors, instructors i personal auxiliar de terra.

## Els objectius o les motivacions

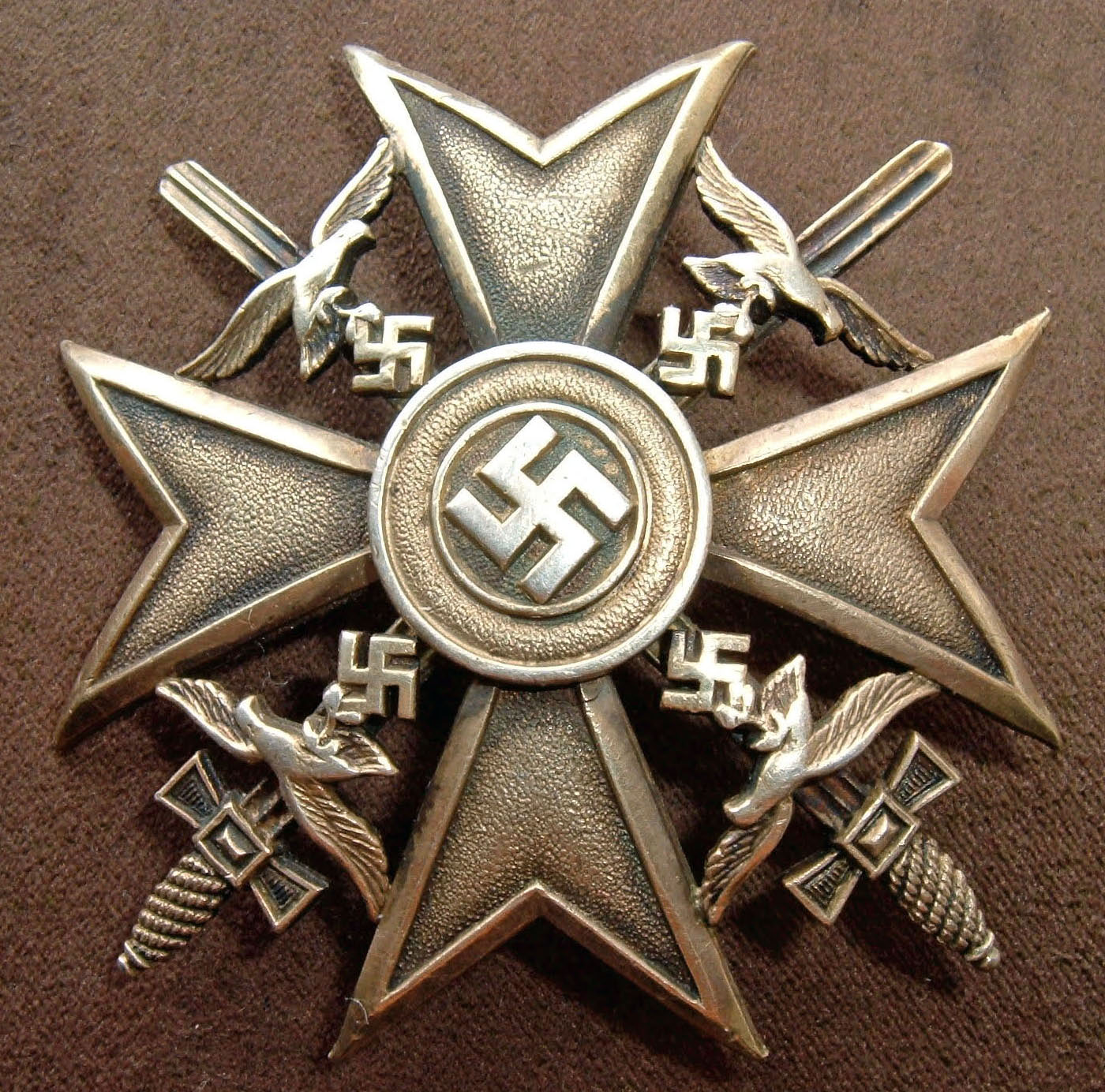
Creu d'Espanya categoria or de la Legió Còndor.

Les motivacions de la creació de la Legió Còndor foren fonamentalment dues: en primer lloc, l'ajuda a les forces de Franco perquè a l'Alemanya nazi no li interessava de cap manera que l'URSS pogués tenir bases ni suports a la península Ibèrica. En segon lloc, l'experimentació de nou armaments perquè el Tractat de Versalles havia limitat extraordinàriament el poder militar alemany. L'exèrcit no podia disposar de carros de combat ni d'una força aèria significativa. Hitler estava creant un nou exèrcit, sense fer cas d'aquelles limitacions, i tenia necessitat de comprovar l'eficàcia de les noves armes i dispositius militars. Així, els primers carros de combat alemanys enviats a Espanya van ser notablement inferiors als carros soviètics T-26, amb els quals van combatre, i aquesta inferioritat, que es mantingué durant la guerra espanyola, va donar lloc més endavant a la superioritat dels carros alemanys a l'inici de la Segona Guerra Mundial. De la mateixa manera, els primers avions de caça alemanys, que difícilment podien superar la velocitat i l'agilitat dels russos, foren substituïts en el curs de la Guerra Civil pels avions de la sèrie Me109, molt superiors als aparells soviètics esmentats. Des d'un punt de vista estrictament militar, l'experiència espanyola va ser, doncs, positiva per a la Luftwaffe.

## Actuacions
- Bombardeig de Guernica
- Bombardeig a l'Alt Maestrat[1]